# 譚貞默
谭贞默（1590年—1665年），字梁生，別號掃菴，浙江嘉興縣人，明末政治人物。

## 生平
崇祯元年（1628年）戊辰科进士。授工部虞衡司主事，歷升大理寺副、太仆寺少卿，累官国子监司业兼祭酒。清初，荐国子监司业，辞官归，里居著述。

## 家族
父譚昌言。有弟譚貞良。

## 著作
谭贞默博览群籍，“无所不读”。与钱谦益、陈子龙、憨山大师等皆有交往。著有《谭子雕虫》，是中國最早的昆虫学著作。